# ホテルオークラ東京ベイ
ホテルオークラ東京ベイ（ホテルオークラとうきょうベイ、Hotel Okura TOKYO BAY）は、東京ディズニーリゾート内にあるオークラ・ホテルズ&リゾーツのホテル。

## 沿革
東京ディズニーランドに隣接するアーバンリゾートホテルとして、第一生命などの出資により建設された。設計はアメリカのゼネコン、ベケット・インターナショナルと鹿島建設のジョイント・ベンチャーで、建設当時はアメリカゼネコンによる日本進出として大きな話題となった。また、インテリアは、ハワイのハレクラニホテル等で知られるデザイン会社メディア・ファイブがデザインした。
当初はリージェント・インターナショナルが運営する「リージェント・パークホテル」として計画された。このため、リージェントの特色でリージェント・バスと呼ばれた1分で満水になる強力な給水機構を備えたバスタブと大理石貼りの広い浴室を備えている。しかし、開業直前にリージェントが運営から撤退し、代わって第一ホテル（現・阪急阪神ホテルズ）が運営を受託して、1988年（昭和63年）7月8日に「第一ホテル東京ベイ」として開業した。
第一ホテルの経営破綻に伴い、ホテル経営会社が第一ホテルとの運営受託契約を解除してホテルオークラに運営を委託し、2002年（平成14年）4月1日にホテル名を「ホテルオークラ東京ベイ」と改称した。同時に、経営会社も「株式会社第一ホテル東京ベイ」から「株式会社ホテルオークラ東京ベイ」に社名変更した。
経営会社である「株式会社ホテルオークラ東京ベイ」には現在、東京ディズニーリゾートを経営・運営するオリエンタルランドやホテルオークラなどが出資している。

## レストラン
本施設では以下の5つの飲食店が出店している。
- レストラン「フォンタナ」
- 和食レストラン「羽衣」
- 鉄板焼「羽衣」
- 中国レストラン「桃花林」
- カフェレストラン「テラス」